# معاهدة شاطبة
معاهدة شاطبة هي معاهدة وُقعَت في عام 1244 بين الملك المسيحي جيمس الأول ملك أراغون والقائد المسلم أبي بكر في شاطبة في شبه الجزيرة الأيبيرية (الأندلس). وقد نصت المعاهدة على شروط سخية لتسليم المسلمين للمسيحيين، حيث سُمح للمسلمون بالاحتفاظ بقلعة شاطبة لمدة عامين فقط قبل تسليمها للملكية المسيحية، في مقابل عدم قتلهم.

## طالع أيضًا
- قائمة المعاهدات [الإنجليزية]